# Твір архітектури
Тві́р архітекту́ри — твір у галузі мистецтва спорудження будівель і ландшафтних утворень (креслення, ескізи, моделі, збудовані будівлі та споруди, парки, плани населених пунктів тощо, див. ст. 29 Закону України «Про архітектурну діяльність»).